# Hans Stoffels

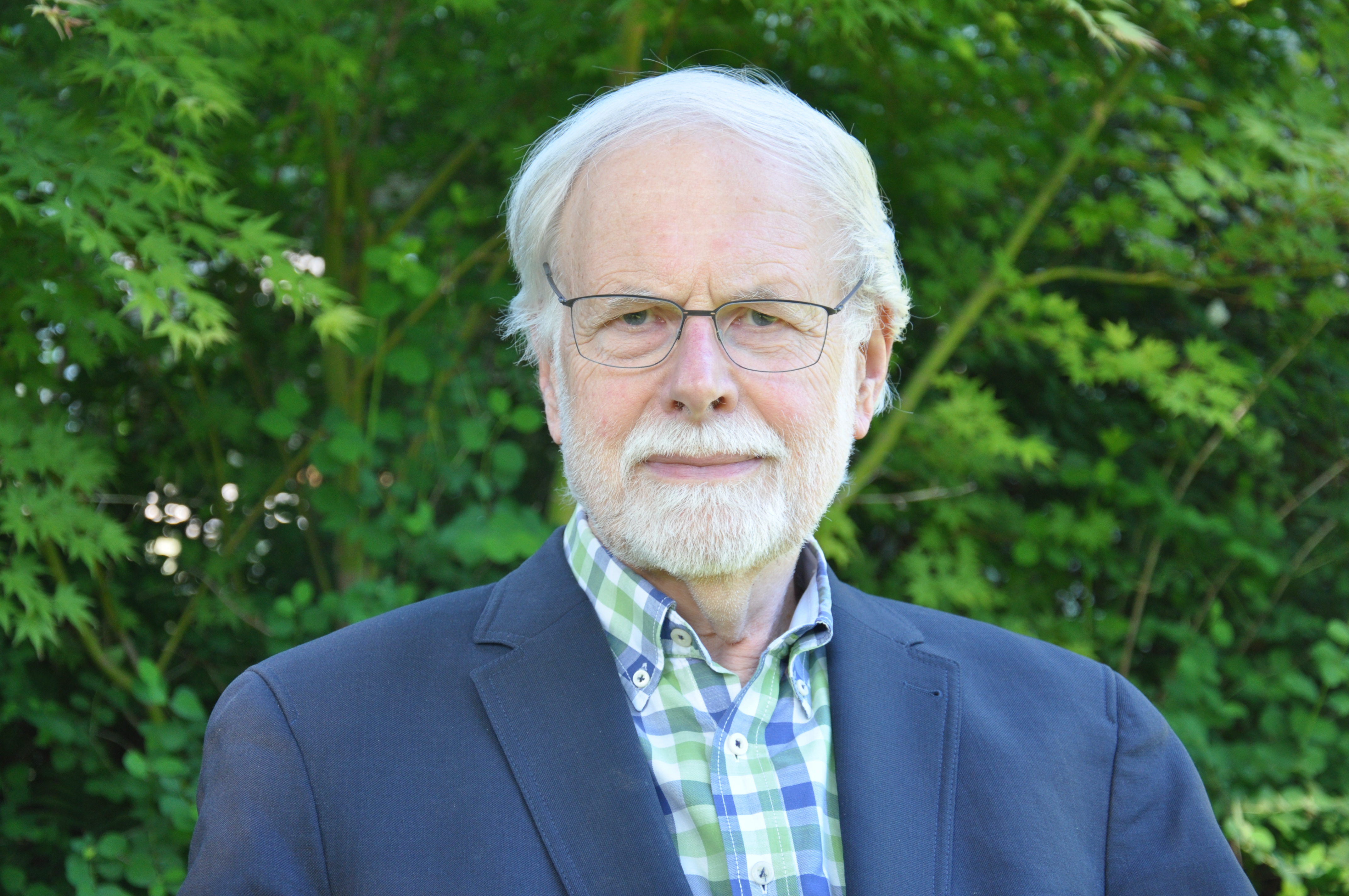
Prof. Dr. Hans Stoffels

Hans Stoffels (* 25. Oktober 1946 in Waldniel/Niederrhein) ist ein deutscher Psychiater und Psychotherapeut.

## Werdegang
1966 legte Stoffels sein Abitur am Gymnasium Thomaeum in Kempen/Niederrhein ab. Anschließend Studium der Medizin an der Universität Heidelberg.
Nach dem Staatsexamen begann er eine Psychosomatische Ausbildung u. a. an der Universität Ulm (Thure von Uexküll). Dann entschied er sich, eine psychiatrische Facharztausbildung an der Psychiatrischen Klinik der Medizinischen Hochschule Hannover (Karl Peter Kisker, Erich Wulff) zu absolvieren. Seine psychotherapeutische Aus- und Weiterbildung an der Medizinischen Hochschule Hannover (Christa Rohde-Dachser) war tiefenpsychologisch orientiert.
1985 promovierte Stoffels mit einer Arbeit über den „Umgang mit dem Widerstand. Eine anthropologische Studie zur psychotherapeutischen Praxis“, für die er den Promotionspreis der Gesellschaft der Freunde der Medizinischen Hochschule erhielt. Nach bestandener Facharztprüfung übernahm er für drei Jahre die Leitung der Psychiatrischen Tagesklinik der Medizinischen Hochschule (1985–1988). Später leitete er kommissarisch die Abteilung Sozialpsychiatrie der Medizinischen Hochschule Hannover (1989–1990).
1991 habilitierte sich Stoffels mit einer Arbeit über die „Aufsuchende und nachgehende Behandlung in der Psychiatrie. Eine sozialpsychiatrische Untersuchung“. Das Thema gewann unter dem Begriff „Home Treatment“ in den folgenden Jahren große Aktualität. Seine Antrittsvorlesung widmete Stoffels dem Thema: „Psychotherapie schizophrener Psychosen. Aktueller Stand und Ausblick“.
1994 ging Hans Stoffels nach Berlin, um die chefärztliche Leitung der Psychiatrischen Abteilung der Schlossparkklinik Berlin-Charlottenburg zu übernehmen. In Berlin wurde er zum Vorsitzenden der Viktor von Weizsäcker Gesellschaft gewählt (2000–2009). 2009 übernahm er die chefärztliche Leitung der in Berlin neu gegründeten Park-Klinik Sophie Charlotte, einer Klinik für Psychiatrie und Psychosomatik. Seit November 2015 ist er niedergelassen in eigener Praxis für Psychiatrie und Psychotherapie in Berlin-Charlottenburg.

## Arbeitsschwerpunkte und Forschung
Schon während seines Studiums engagierte sich Stoffels in Seminaren und Workshops für eine Reform der Medizin im Sinne einer psychosomatisch-anthropologischen Medizin (Viktor von Weizsäcker). Er publizierte in verschiedenen Zeitschriften und wandte sich gegen ein reduktionistisches Krankheitsverständnis (siehe sein 2020 publizierte Briefwechsel aus den Jahren 1971–1974 mit der Schriftstellerin Christa Wolf „Die vielen ungelebten Leben“).
Seine Dissertation, die als Buch veröffentlicht wurde (1986), behandelt die Weiterentwicklung einer tiefenpsychologisch orientierten Psychotherapie unter dem Gesichtspunkt der Förderung eines Widerstandsverhaltens („Umgang mit dem Widerstand. Eine anthropologische Studie zur psychotherapeutischen Praxis.“ Vandenhoeck Ruprecht, Göttingen 1986).
1989 organisierte Stoffels mit Kolleginnen und Kollegen an der Medizinischen Hochschule Hannover den bis dahin größten internationalen Kongress in Deutschland zu dem Thema „Seelischen Spätfolgen des Holocaust“. Unterstützung erfuhr der Kongress u. a. durch die Deutschen Forschungsgemeinschaft. Es kamen Forscher aus aller Welt, aus Kanada, den USA, aus Israel, aus den Beneluxländern, aus Österreich, aus Polen und auch aus Südamerika nach Hannover.
Die Ergebnisse des Kongresses hat Stoffels in zwei Buch-Publikationen dargestellt („Schicksale der Verfolgten. Psychische und somatische Auswirkungen von Terrorherrschaft“ (1991) und „Terrorlandschaften der Seele. Beiträge zur Theorie und Therapie von Extremtraumatisierungen“ (1994)).
1996 publizierte Stoffels gemeinsam mit Gunther Kruse das Buch „Der psychiatrische Hausbesuch. Hilfe oder Überfall?“ im Psychiatrie-Verlag.
Im Rahmen seiner klinischen Tätigkeit entwickelte Stoffels das Konzept einer gestuften Behandlung depressiv Erkrankter sowie das Konzept einer Behandlung von Angstpatienten, bei der tiefenpsychologische und verhaltenstherapeutische Aspekte kombiniert werden. Stoffels wandte sich gegen die Einseitigkeit einer rein somatisch orientierten Psychiatrie. Auch die Psychotherapie darf die Einzigartigkeit des Patienten, seine Subjektivität, nicht eliminieren.
Ein weiterer Schwerpunkt seiner klinischen Tätigkeit bildete die Behandlung und Erforschung von Traumafolgestörungen, wobei die Erinnerungsforschung große Bedeutung erlangte. Stoffels publizierte mehrfach zum Thema „False Memory“.
Die Wiederentdeckung des in Fachkreisen weitgehend vergessenen Krankheitsbildes des pathologischen Lügens, der „Pseudologia phantastica“ (Delbrück 1874), ist Stoffels zu verdanken.
Weitere Arbeiten Stoffels' behandeln den Einsatz von künstlerischen Medien in die klinische Psychiatrie sowie die genderspezifischen Unterschiede im Prozess der Bewältigung des Alterns.
Im Rahmen der chefärztlichen klinischen Tätigkeit (1994–2015) gründete Stoffels mehrere Fortbildungsveranstaltungen u. a. das „Psychiatrisch-psychotherapeutische Mittwochsgespräch“, die „Soiree musicale“, die „Autorenlesung“ und – in Kooperation mit dem Literaturhaus Berlin – die Reihe „Der Autor und sein Leser, der ‚Seelenarzt‘“.
Bei den DGPPN-Kongressen in Berlin organisierte er Satelliten-Symposien der Viktor-von-Weizsäcker-Gesellschaft u. a. mit dem Philosophen Emil Angern, dem Literaturwissenschaftler Wolfgang Riedel, dem Theologen Gregor Etzelmüller, der Kulturanthropologin Aleida Assmann und dem Schweizer Psychiater Daniel Hell.
Bei der von ihm im Oktober 2010 organisierten Tagung „Ereignis und Erlebnis. Die biografische Methode“ referierten u. a. Peter Hahn, Dieter Janz, Johannes Picht, Ulrich Rüger, Andreas Kruse. Die Schriftstellerin Christa Wolf las aus ihrem gerade erschienenen Buch „Stadt der Engel oder The Overcoat of Dr. Freud“.
Stoffels unternahm Vortragsreisen u. a. in die Schweiz, nach Österreich, Israel, Argentinien, Uruguay und in die USA.

## Publikationen
- Hans Stoffels: Umgang mit dem Widerstand. Anthropologische Studie zur psychotherapeutischen Praxis. Vandenhoeck & Ruprecht, Göttingen 1986.
- H. Haselbeck, W. Machleidt, H. Stoffels, D. Trostdorf: Psychiatrie in Hannover. Strukturwandel und therapeutische Praxis in einem gemeindenahen Versorgungssystem. Enke, Stuttgart 1987.
- Hans Stoffels (Hrsg.): Schicksale der Verfolgten. Psychische und somatische Auswirkungen von Terrorherrschaft. Springer, Berlin Heidelberg New York 1991.
- Hans Stoffels (Hrsg.): Terrorlandschaften der Seele. Beiträge zur Theorie und Therapie von Extremtraumatisierungen. Roderer Verlag, Regensburg 1994.
- Hans Stoffels, G. Kruse: Der psychiatrische Hausbesuch. Überfall oder Hilfe. Psychiatrie-Verlag, Bonn 1996.
- Hans Stoffels (Hrsg.): Soziale Krankheit und soziale Gesundung. (= Beiträge zur Medizinischen Anthropologie. Bd. 6). Königshausen & Neumann, Würzburg 2008, ISBN 978-3-8260-3966-9.